# リーズナー (フリゲート)
リーズナー（USS Reasoner, FF-1063）は、アメリカ海軍が有したフリゲート。ノックス級フリゲートの1隻で、艦名はベトナム戦争における名誉勲章受章者、フランク・リーズナー海兵隊中尉に因む。

## 艦歴
リーズナーはロッキード造船にて護衛駆逐艦DE-1063として1969年1月6日に起工され、1970年8月1日に進水式を行なった。1971年7月31日、艦長にフランシスコ・ベラスケス＝スアレス中佐（Francisco Velazquez-Suarez）を迎えて就役。
1993年8月28日に退役した後、トルコ海軍に「コジャテペ」(Kocatepe)の名称で貸与され、2002年2月22日にはトルコ側へ売却された。
2005年5月4日、地中海にて標的艦として撃沈された。
1979年にはヴィレッジ・ピープルの曲『イン・ザ・ネイビー』のミュージックビデオの撮影に使用された。